# Sarmatia macarialis
Sarmatia macarialis är en fjärilsart som beskrevs av Achille Guenée 1854. Sarmatia macarialis ingår i släktet Sarmatia och familjen nattflyn. Inga underarter finns listade.